# Sielsowiet Dziarżynsk
Sielsowiet Dziarżynsk (biał. Дзяржынскі сельсавет, Dziarżynski sielsawiet; ros. Дзержинский сельсовет) – sielsowiet na Białorusi, w obwodzie homelskim, w rejonie lelczyckim, z siedzibą w Dziarżynsku.

## Demografia
Według spisu z 2009 sielsowiet Dziarżynsk zamieszkiwało 812 osób, w tym 808 Białorusinów (99,51%), 2 Rosjan (0,25%), 1 Ukrainiec (0,12%) i 1 osoba, która nie podała żadnej narodowości.
Do 2019 liczba ludności spadła do 600 osób.

## Geografia i transport
Sielsowiet położony jest na Polesiu, w zachodniej części rejonu lelczyckiego. Południową granicą sielsowietu jest granica państwowa z Ukrainą. Większość jego powierzchni zajmują lasy. Na jego terytorium znajduje się fragment Bukczańskiego Rezerwatu Biologicznego.
Przez sielsowiet przebiegają jedynie drogi lokalne.

## Miejscowości
Jedyną miejscowością wchodzącą w skład sielsowietu jest wieś Dziarżynsk (hist. Radziłowicze).